# Moyne Commission
Report of West India Royal Commission, även känd som The Moyne Report, publicerades 1945 och beskrev levnadsförhållandena i Brittiska Västindien. Svåra sociala oroligheter hade ägt rum i de brittiska kolonierna i Västindien under 1930-talet i form av British West Indian labour unrest of 1934–1939, och den brittiska regeringen bildade därför en regeringskommission för att undersöka förhållandena i dessa kolonier för att komma fram till orsakerna till oroligheterna och lägga fram förslag på dess lösning. Den fick sitt namn efter sin ordförande, Walter Guinness, 1:e baron Moyne. Kommissionens förslag har kallats för en vändpunkt i den brittiska kolonialpolitiken: oroligheterna betraktades inte längre som framprovocerade av provokatörer och lämnades utan avseende, som hade skett tidigare, utan uppfattades som en legitim protest på missförhållanden och ledde till betydande reformpaket. Den ledde bland annat till genomförandet av allmän rösträtt på Jamaica.